# 隕硫鐵
隕硫鐵是罕見的鐵硫化物與簡單的硫化鐵 (FeS)。它是富含鐵的端元磁黃鐵礦組。磁黃鐵礦的形式為Fe(1-x)S (x = 0 to 0.2)，這就是缺鐵。由於隕硫鐵缺乏給出磁黃鐵礦磁性的鐵質，因此隕硫鐵沒有磁性。
在地球自然的礦物中也可以找到隕硫鐵，但在隕石中，特別是來自月球和火星的隕石，更為豐富。在2013年2月15日襲擊俄羅斯的隕石標本中發現的礦物之一就是隕硫鐵。阿波羅、維京人、火衛一的太空探測器都已經證實隕硫鐵存在於這些天體上。硫的同位素在隕石和地球上礦物的相對強度是相當確定的，因此代亞布羅峽谷隕石被選為國際的硫同位素比例的標準。

## 結構
隕硫鐵有著六角形的結構 (皮爾遜符號為hp24，空間群P-62c No 190)。它的單元細胞大約是兩個基礎的NiAs型細胞垂直堆疊，頂部的儲存格言對角線方向轉移組合的磁黃鐵礦。基於這個原因，隕硫鐵有時也稱為磁黃鐵礦-2C 。

## 發現
1766年，在義大利摩德纳的阿巴雷托觀測到一顆墜落隕石，Domenico Troili收集了標本和進行研究，他描述在隕石中夾雜著硫化鐵。 這些硫化鐵長期以來被認為是硫鐵礦。在1862年，德國的礦物學家古斯塔夫·羅斯分析了材料並且認為他的化學計量是FeS，並且命名為隕硫鐵(troilite)，以肯定Domenico Troili的工作。

## 產地
隕硫鐵曾經被報告與隕輝鉻鐵礦、鉻鐵、閃鋅礦、石墨，和各種不同的磷酸鹽和矽酸鹽礦物出現在來自各地的隕石中。它也被報告出現在阿爾塔煤礦的蛇紋岩、加利福尼亞州德諾特和西澳大利亞州的層狀火成岩體、格陵蘭南部的伊利毛沙克岩體、挪威的Nordfjellmark。在澳大利亞，它還與銅、鎳鐵礦、與磁黃鐵礦、鎳黃鐵礦、黑煙硫鐵礦、直黃銅礦、墨銅礦、黃銅礦和黃鐵礦有所關聯。
隕硫鐵在地殼上是極罕見的 (甚至相較於黃鐵礦和硫酸亞鐵礦物，磁黃鐵礦也是罕見的)，地球上大多數的隕硫鐵都來自於隕石。一塊鐵隕石，Mundrabilla體積的25%至35%是隕硫鐵。最著名的包含隕硫鐵的隕石是代亞布羅峽谷隕石。代亞布羅峽谷隕硫鐵 (CDT) 被選作為比較不同硫化物同位素相對濃度的標準。選擇隕石作為硫化物同位素的標準是因為隕石中的比例是恆定的，而地球材料中的硫同位素組成因為受到細菌活動的影響會發生變化。尤其是，細菌會使32
SO2−
4減少的比34
SO2−
4快1.07倍，這會使34
S/32
S的比率增加10%以上。
隕硫鐵在月球表面上是相當普通的硫化礦物。它在月球的地殼中約占1%，並且存在於任何來自越球的岩石或隕石中。特別是，所有阿波羅11號、阿波羅12號、阿波羅15號和阿波羅16號任務帶回的火成岩中都有大約1%左右的隕硫鐵。
隕硫鐵也規律的在火星隕石中被發現 (也就是來自火星的隕石)。與月球的表面和月球隕石相似，在火星隕石中隕硫鐵的比率也接近1%。 
根據1979年的航海家計畫和1996年的伽利略號太空船的觀測，隕硫鐵可能也會出現在木星的岩石衛星加利美德和卡利斯多 。雖然來自木星衛星的實驗資料非常有限，理論模型假定這些衛星的核心有大量的隕硫鐵，比例可以高達近乎22.5%。